# Torneo NSFL Tackle Élite 2012
Il Torneo NSFL Tackle Élite 2012 è stato l'8ª edizione del campionato di football americano di prima squadra, organizzato dalla NSFL.

## Squadre partecipanti
| Club                     | Città             | Stadio              | Sponsor ufficiale | Risultato nella stagione 2011  |
| ------------------------ | ----------------- | ------------------- | ----------------- | ------------------------------ |
| Black Panthers de Thonon | Thonon-les-Bains  | Stade Joseph-Moynat |                   |                                |
| Fribourg Cardinals       | Friburgo          |                     |                   |                                |
| Geneva Seahawks          | Ginevra           |                     |                   | Campioni NSFL Tackle Élite     |
| Geneva Whoppers          | Plan-les-Ouates   | Stade des Charpines |                   |                                |
| La Côte Centurions       | Gland             |                     |                   |                                |
| Lausanne LUCAF Owls      | Losanna           |                     |                   | Vicecampioni NSFL Tackle Élite |
| Monthey Rhinos           | Monthey           | Terrain de Verney   |                   |                                |
| Morges Bandits           | Morges            |                     |                   |                                |
| Riviera Saints           | Vevey             |                     |                   |                                |
| Yverdon Ducs             | Yverdon-les-Bains |                     |                   |                                |

## Stagione regolare

### Calendario

#### 1ª giornata
| Monthey 26 agosto 2012, ore 11:00 CEST | Morges Bandits | 14 – 32 | Riviera Saints | Terrain de Verney |

| Ginevra 26 agosto 2012, ore 11:00 CEST | Yverdon Ducs | 0 – 18 | Lausanne LUCAF Owls |  |

| Monthey 26 agosto 2012, ore 14:00 CEST | Monthey Rhinos | 14 – 7 | Black Panthers de Thonon | Terrain de Verney |

| Ginevra 26 agosto 2012, ore 14:00 CEST | Geneva Seahawks | 12 – 12 | Fribourg Cardinals |  |

| Ginevra 26 agosto 2012 | Geneva Whoppers | 8 – 18 | La Côte Centurions |  |

#### 2ª giornata
| Thonon-les-Bains 2 settembre 2012, ore 11:00 CEST | Morges Bandits | 19 – 18 | Monthey Rhinos | Stade Joseph-Moynat |

| Chavannes-près-Renens 2 settembre 2012, ore 11:00 CEST | Fribourg Cardinals | 20 – 3 | Yverdon Ducs | Centro sportivo |

| Thonon-les-Bains 2 settembre 2012, ore 14:00 CEST | Black Panthers de Thonon | 0 – 22 | Geneva Whoppers | Stade Joseph-Moynat |

| Chavannes-près-Renens 2 settembre 2012, ore 14:00 CEST | La Côte Centurions | 24 – 6 | Riviera Saints | Centro sportivo |

| Chavannes-près-Renens 2 settembre 2012 | Lausanne LUCAF Owls | 7 – 0 | Geneva Seahawks | Centro sportivo |

#### 3ª giornata
| Morges 9 settembre 2012, ore 11:00 CEST | Morges Bandits | 13 – 27 | Fribourg Cardinals | Parc des Sports |

| Plan-les-Ouates 9 settembre 2012, ore 11:00 CEST | Geneva Seahawks | 13 – 8 | Black Panthers de Thonon | Stade des Cherpines |

| Morges 9 settembre 2012, ore 14:00 CEST | La Côte Centurions | 30 – 15 | Yverdon Ducs | Parc des Sports |

| Plan-les-Ouates 9 settembre 2012, ore 14:00 CEST | Geneva Whoppers | 14 – 6 | Monthey Rhinos | Stade des Cherpines |

| Morges 9 settembre 2012 | Lausanne LUCAF Owls | 6 – 14 | Riviera Saints | Parc des Sports |

#### 4ª giornata
| Friburgo 16 settembre 2012, ore 11:00 CEST | Morges Bandits | 35 – 0 | Black Panthers de Thonon | Stade de Guintzet |

| Yverdon-les-Bains 16 settembre 2012, ore 11:00 CEST | Yverdon Ducs | 0 – 29 | Geneva Seahawks | Terrain des Vuageres |

| Friburgo 16 settembre 2012, ore 14:00 CEST | Fribourg Cardinals | 20 – 13 | Lausanne LUCAF Owls | Stade de Guintzet |

| Yverdon-les-Bains 16 settembre 2012, ore 14:00 CEST | Riviera Saints | 8 – 20 | Geneva Whoppers | Terrain des Vuageres |

| Friburgo 16 settembre 2012 | La Côte Centurions | 22 – 14 | Monthey Rhinos | Stade de Guintzet |

#### 5ª giornata
| Thonon-les-Bains 23 settembre 2012, ore 11:00 CEST | Morges Bandits | 18 – 40 | Lausanne LUCAF Owls | Stade Joseph-Moynat |

| Ginevra 23 settembre 2012, ore 11:00 CEST | Geneva Seahawks | 14 – 17 | Riviera Saints |  |

| Thonon-les-Bains 23 settembre 2012, ore 14:00 CEST | Black Panthers de Thonon | 6 – 12 | La Côte Centurions | Stade Joseph-Moynat |

| Ginevra 23 settembre 2012, ore 14:00 CEST | Geneva Whoppers | 12 – 0 | Yverdon Ducs |  |

| Thonon-les-Bains 23 settembre 2012 | Fribourg Cardinals | 17 – 0 | Monthey Rhinos | Stade Joseph-Moynat |

#### 6ª giornata
| Gland 30 settembre 2012, ore 11:00 CEST | Morges Bandits | 6 – 20 | Geneva Seahawks |  |

| Vevey 30 settembre 2012 | Fribourg Cardinals | 0 – 13 | Geneva Whoppers |  |

| Gland 30 settembre 2012, ore 14:00 CEST | La Côte Centurions | 6 – 28 | Lausanne LUCAF Owls |  |

| Vevey 30 settembre 2012 | Yverdon Ducs | 14 – 0 | Monthey Rhinos |  |

| Vevey 30 settembre 2012 | Riviera Saints | 20 – 7 | Black Panthers de Thonon |  |

#### 7ª giornata
| Plan-les-Ouates 7 ottobre 2012, ore 11:00 CEST | Lausanne LUCAF Owls | 34 – 6 | Monthey Rhinos |  |

| Friburgo 7 ottobre 2012, ore 11:00 CEST | Black Panthers de Thonon | 13 – 7 | Yverdon Ducs |  |

| Plan-les-Ouates 7 ottobre 2012, ore 14:00 CEST | Geneva Seahawks | 54 – 0 | La Côte Centurions |  |

| Friburgo 7 ottobre 2012, ore 14:00 CEST | Fribourg Cardinals | 9 – 6 | Riviera Saints |  |

| Plan-les-Ouates 7 ottobre 2012 | Geneva Whoppers | 14 – 6 | Morges Bandits |  |

#### 8ª giornata
| Morges 14 ottobre 2012, ore 14:00 CEST | Morges Bandits | 14 – 27 | La Côte Centurions |  |

| Morges 14 ottobre 2012, ore 14:00 CEST | Lausanne LUCAF Owls | 28 – 12 | Geneva Whoppers |  |

#### 9ª giornata
| Yverdon-les-Bains 21 ottobre 2012 | Fribourg Cardinals | 12 – 7 | La Côte Centurions |  |

| Losanna 21 ottobre 2012 | Lausanne LUCAF Owls | 26 – 0 | Black Panthers de Thonon |  |

| Yverdon-les-Bains 21 ottobre 2012 | Yverdon Ducs | 6 – 14 | Morges Bandits |  |

| Losanna 21 ottobre 2012 | Monthey Rhinos | 6 – 26 | Riviera Saints |  |

| Yverdon-les-Bains 21 ottobre 2012 | Geneva Seahawks | 49 – 6 | Geneva Whoppers |  |

#### Recuperi
| 28 ottobre 2012 | Black Panthers de Thonon | 0 – 1 (d.g.s.) | Fribourg Cardinals |  |

| 28 ottobre 2012 | Yverdon Ducs | 0 – 1 (d.g.s.) | Riviera Saints |  |

| Monthey 28 ottobre 2012 | Monthey Rhinos | 8 – 28 | Geneva Seahawks |  |

 -->

### Classifica
La classifica della regular season è la seguente:
- PCT = percentuale di vittorie, G = partite giocate, V = partite vinte, N = partite pareggiate, P = partite perse, PF = punti fatti, PS = punti subiti
- La qualificazione ai playoff è indicata in verde

| Pos. | Squadra                  | Punti | PCT  | G | V | N | P | PF  | PS  |
| ---- | ------------------------ | ----- | ---- | - | - | - | - | --- | --- |
| 1    | Fribourg Cardinals       | 22    | .833 | 9 | 7 | 1 | 1 | 118 | 67  |
| 2    | Lausanne LUCAF Owls      | 21    | .778 | 9 | 7 | 0 | 2 | 200 | 76  |
| 3    | Geneva Seahawks          | 19    | .722 | 9 | 6 | 1 | 2 | 219 | 64  |
| 4    | La Côte Centurions       | 18    | .667 | 9 | 6 | 0 | 3 | 146 | 157 |
| 5    | Geneva Whoppers          | 18    | .667 | 9 | 6 | 0 | 3 | 121 | 115 |
| 6    | Riviera Saints           | 18    | .667 | 9 | 6 | 0 | 3 | 130 | 100 |
| 7    | Morges Bandits           | 9     | .333 | 9 | 3 | 0 | 6 | 139 | 184 |
| 8    | Black Panthers de Thonon | 3     | .111 | 9 | 1 | 0 | 8 | 41  | 150 |
| 9    | Yverdon Ducs             | 3     | .111 | 9 | 1 | 0 | 8 | 42  | 137 |
| 10   | Monthey Rhinos           | 3     | .111 | 9 | 1 | 0 | 8 | 72  | 181 |

## Playoff

### Tabellone
|  | Semifinali          | Semifinali          | Semifinali      |                 |                    | VIII NSFL Bowl       | VIII NSFL Bowl       | VIII NSFL Bowl       |  |
|  |                     |                     |                 |                 |                    |                      |                      |                      |  |
|  | Fribourg Cardinals  | Fribourg Cardinals  | 28              |                 |                    |                      |                      |                      |  |
|  | Fribourg Cardinals  | Fribourg Cardinals  | 28              |                 |                    |                      |                      |                      |  |
|  | La Côte Centurions  | La Côte Centurions  | 6               |                 |                    |                      |                      |                      |  |
|  | La Côte Centurions  | La Côte Centurions  | 6               |                 | Fribourg Cardinals | Fribourg Cardinals   | 7                    |                      |  |
|  |                     |                     |                 |                 | Fribourg Cardinals | Fribourg Cardinals   | 7                    |                      |  |
|  |                     |                     | Geneva Seahawks | Geneva Seahawks | 14                 |                      |                      |                      |  |
|  | Lausanne LUCAF Owls | Lausanne LUCAF Owls | Geneva Seahawks | Geneva Seahawks | 14                 | 16                   |                      |                      |  |
|  | Lausanne LUCAF Owls | Lausanne LUCAF Owls |                 |                 |                    | 16                   |                      |                      |  |
|  | Geneva Seahawks     | Geneva Seahawks     | 41              |                 |                    | Finale 3º - 4º posto | Finale 3º - 4º posto | Finale 3º - 4º posto |  |
|  | Geneva Seahawks     | Geneva Seahawks     | 41              |                 |                    |                      |                      |                      |  |
|  |                     |                     |                 |                 |                    |                      |                      |                      |  |
|  |                     |                     |                 |                 |                    | La Côte Centurions   | La Côte Centurions   | 22                   |  |
|  |                     |                     |                 |                 |                    | La Côte Centurions   | La Côte Centurions   | 22                   |  |
|  |                     |                     |                 |                 |                    | Lausanne LUCAF Owls  | Lausanne LUCAF Owls  | 15                   |  |

### Semifinali
| Ginevra 4 novembre 2012, ore 11:00 | Fribourg Cardinals | 28 – 6 | La Côte Centurions | Terrain du Bout-Du-Monde |

| Ginevra 4 novembre 2012, ore 14:00 | Lausanne LUCAF Owls | 16 – 41 | Geneva Seahawks | Terrain du Bout-Du-Monde |

### Finale 3º - 4º posto
| Losanna 11 novembre 2012, ore 10:30 | Lausanne LUCAF Owls | 15 – 22 | La Côte Centurions |  |

### VIII NSFL Bowl
| Losanna 11 novembre 2012, ore 14:00 | Geneva Seahawks | 14 – 7 | Fribourg Cardinals |  |

## Verdetti
- Geneva Seahawks Campioni NSFL Tackle Élite 2012